# STS-79
STS-79 e седемдесет и деветата мисия на НАСА по програмата Спейс шатъл и седемнадесети полет на совалката Атлантис. Това е шести полет по програмата Мир-Шатъл и четвърто скачване на совалката с орбиталната станция Мир. По време на мисията е направена първата смяна на американския астронавт в орбита, поставен е и рекорд за най-тежък комплекс в орбита. За първи път в полет е двоен модул Спейсхеб.

## Екипаж
| Пост                    | Астронавт                                                                                                 |
| ----------------------- | --- |
| Командир                | Уилям Реди трети космически полет                                                                         |
| Пилот                   | Терънс Уилкът втори космически полет                                                                      |
| Специалист на мисията 1 | Томас Ейкърс четвърти космически полет                                                                    |
| Специалист на мисията 2 | Джером Апт четвърти космически полет                                                                      |
| Специалист на мисията 3 | Карл Уолц трети космически полет                                                                          |
| Специалист на мисията 4 | при старта: Джон Блаха четвърти космически полет при приземяването: Шанън Лусид четвърти космически полет |

## Полетът
STS-79 е първата мисия на совалка до напълно завършената космическа станция „Мир“ (вече е скачен с нея и последният и модул Природа). По време на този полет става смяната в орбита на американския член на екипажа на Основна експедиция 22 (ОЕ-22). Шанън Лусид поставя рекорд за продължителност на полета за американски гражданин и световен рекорд за полет на жена. Тя пристига в космоса на 22 март с мисия STS-76. На мястото на Лусид за около 4 месеца лети Джон Блаха, който се завръща през януари 1997 г. с екипажа на мисия STS-81, заменен от Джери Лененджър.
STS-79 е вторият полет на модула Спейсхеб в посока на „Мир“ и първи полет в двойна конфигурация. В предната част на двойния модул се провеждат експериментите от екипажа по време, преди и след скачването на совалката със станцията. В кърмовата част на двойния модул се е намирало логистичното оборудване, което е предназначено за „Мир“, което включва храна, облекло, експерименти, и доставка на резервно оборудване.
Совалката и станцията се скачват в 03:13 UTC на 19 септември. На борда на станцията, освен американката Лусид се намират и командирът на ОЕ-22 Валерий Корзун и бординженера Александър Калери.
По време на петдневния съвместен полет се прехвърлят повече от 1800 кг доставки за „Мир“, включително гориво, храна и вода. Прехвърлени са и 3 експеримента: Биотехнологична система (BTS) за проучване на развитието на хрущялна тъкан; материали за производство на свръхпроводникови материали (MIDAS); и апаратура за наблюдение на процесите на растеж на растения и материали (CGBA), съдържащ няколко по-малки експерименти.
Около 907 кг проби от експерименти и оборудване са прехвърлени от „Мир“ към „Атлантис“. Това е най-големият трансфер на материали от и до станция (повече от 2700 кг) към днешна дата.
Три експеримента се извършват на борда на „Атлантис“: Extreme Temperature Translation Furnace (ETTF) – нов дизайн на пещта, което позволява обработка на материали до 871 градуса по Целзий (1600 градуса по Фаренхайт) и повече; Commercial Protein Crystal Growth (CPCG) за протеинов растеж, включващи 12 различни протеини, използвани като лекарства за астма и алергични заболявания; Допълнителни изследвания, посветени на механичната якост и здравина на гранулираните материали (Mechanics of Granular Materials).

## Параметри на мисията
- Маса на полезния товар:
  - Spacehab – двоен модул: 4774 кг
  - Система за скачване на совалката: 1821 кг
- Перигей: 368 км
- Апогей: 386 км
- Инклинация: 51,7°
- Орбитален период: 92.1 мин

Скачване с „Мир“
- Скачване: 19 септември 1996, 03:13:18 UTC
- Разделяне: 24 септември 1996, 01:31:34 UTC
- Време в скачено състояние: 4 денонощия, 22 часа, 18 минути, 16 секунди.